# نقطة كمرك فايدة
نقطة كمرك فايدة هي مركز كمركي عراقي داخلي في أقصى شمال العراق يفصل بين محافظة نينوى ضمن حكومة العراق المركزية ومحافظة دهوك ضمن حكومة إقليم كردستان العراق، تُشرف عليها الهيئة العامة للكمارك العراقية، بدأ اتخاذ المركز بعد أن انتهت معركة أم المعارك (حرب الخليج الثانية) سنة 1991 حين فقدت الحكومةُ المركزية بقيادة الرئيس صدام حسين السيطرةَ على إقليم كردستان العراق وصار بين الحكومة المركزية وبين منفذ إبراهيم الخليل الحدودي على الحدود التركية حاجز جغرافي، وفي سنة 1995 عُقدت اتفاقية النفط مقابل الغذاء، وبدأ تنفيذها في أوائل سنة 1997، وكانت نقطة كمرك فايدة أحد ثلاثة منافذ حدودية لإدخال بضائع النفط مقابل الغذاء إلى العراق الذي كان مفروضاً عليه حصار شامل، المنفذ الثاني هو ميناء العقبة الأردني الذي من خلاله تتجه بضائع الاتفاقية إلى منفذ طريبيل العراقي، والمنفذ الثالث كان ميناء أم قصر العراقي في أقصى جنوب العراق، وبعد احتلال تنظيم الدولة الإسلامية (داعش) لمحافظة نينوى سنة 2014، نصبَت حكومة إقليم كردستان ثلاثة نقاط كمركية فاضلة بين الحدود التي يسيطر عليها الإقليم وبين الأراضي التي احتلها تنظيم الدولة، كانت نقطة فايدة إحدى 3 نقاط كمركية، وفي يوم 4 كانون الأول سنة 2018 أُعلن عن إزالة نقطة كمرك فايدة تنفيذاً لتصويت مجلس النواب العراقي على إزالتها لأنها تفرض ضرائب كمركية على البضائع القادمة من تركيا، فتكون تلك البضائع قد فُرض عليها ضريبتان، إحداهما من كمارك منفذ إبراهيم الخليل الحدودي بين محافظة دهوك وتركيا، والضريبة الكمركية الأخرى داخلية من نقطة كمرك فايدة بين محافظة الموصل ومحافظة دهوك. أما الحكومة العراقية فكانت تقول إن النقطة الكمركية وُضعت للإشراف على جباية حصة الحكومة الاتحادية من الرسوم الكمركية التي تجبيها حكومة كردستان من منفذ إبراهيم الخليل الحدودي مع تركيا وليس لزيادة رسوم ضريبية.